# Дик Франсис
Ричард (Дик) Стенли Франсис (на английски: Dick Francis) е уелски състезател на конни надбягвания и писател, автор на бестселъри в жанровете трилър и криминален роман.

## Биография и творчество
Ричард „Дик“ Стенли Франсис е роден на 31 октомври 1920 г. в Тенби, Пембрукшър, Уелс. Баща му е жокей и успешен треньор. Напуска училище на 15 години, за да стане жокей, но баща му го разубеждава.
В периода 1943–1946 г., по време на Втората световна война, пилотира изтребители „Спитфайър“ и бомбардировачи „Ланкастър“. През 1947 г. се жени за Мери Маргарет Бренчли. Имат двама сина – Феликс и Мерик.
След уволнението си от армията става жокей. Печели над 350 състезания, особено в периода 1953-1954 г. В периода 1953-1957 г. е кралски жокей и язди само коне на Кралицата-майка. Осем пъти участва в най-голямото надбягване „Гранд нешънал стипълчейз“. През 1957 г. претърпява тежка контузия при падане и прекратява спортната си кариера.
Малко след инцидента е потърсен от литературен агент, за да напише собствената си автобиография. Това дава старт на писателската му кариера. Кореспондент и на в-к „Лъндън Сънди Експрес“ в продължение на 16 години.
С подкрепата и помощщта на съпругата си, която е високо образована, сключва договор с издателство и започва да пише романи. Първият му роман „Фаворит“ е издаден през 1962 г. През 1974 г. романът е екранизиран в едноименния филм с участието на Скот Антъни, Джуди Денч и Майкъл Уилямс. През 1977 г. е направен римейк в съветския телевизионен филм „Фаворит“ с участието на Арнис Лицитис и Йон Унгуряну.
В периода 1979-1980 г. часто от романите му са екранизирани в телевизионния сериал „The Dick Francis Thriller: The Racing Game“ с участието на Майк Гуилим, Мик Форд и Джеймс Максуел.
След първия си роман издава по един роман годишно до смъртта на жена си Мери от инфаркт през 2000 г.
През 2006 г., по предложение на сина си Феликс, който е учител по физика, започват заедно да пишат романи. Първият им съвместен роман „Смъртоносен галоп“ е публикуван през 2007 г. След смъртта му синът му Флекс Франсиз продължава да пише романи по неговите идеи и материали.
Произведенията на Дик Франсиз задължително са увлекателни истории, в които доброто винаги побеждава след трудна борба. Те са структурирани по една обща схема на развитие – романите му са написани в първо лице, а героят е 30-40 годишен мъж, с определена интригуваща професия или странно хоби, и с отношение към конните надбягвания. Той е джентълмени, но е в период на лични перипетии, които се мъчи да премине. Въвлечен е в някаква интрига от свой зложелател и трябва да преодолее редица трудности, сблъсъци и лъжливи следи, за да стигне до възмездието и хепиенда.
Писателят е трикратен носител на престижната награда „Едгар“ за романите си. Удостоен е с наградите на Британската асоциация на писателите на детективски романи – „Сребърен кинжал“ през 1965 г., „Златен кинжал“ през 1980 г. и „Диамантен кинжал“ за цялостно творчество през 1990 г. През 1999 г. е избран за научен сътрудник на Кралското общество за литература. През 2000 г. е удостоен с наградата „Агата Кристи“ за цялостното му творчество.
През 1979 г. семейството му се премества във Форт Лодърдейл, Флорида, където климатът е по-благоприятен за астмата на Мери и за неговия тежък артрит и болна тазобедрена става. Пише от януари до май, а в останалото време пътува заедно със съпругата си за проучвания за новия си роман. През април и август посещава Англия, за да гледа дербито на конните състезания и да се срещне с роднините си. През 1991 г. семейството се установява на Каймановите острови на „Севън майл бийч“.
Последните години на писателя са трудни. През 2006 г. му е направен троен байпас, а през 2007 г. е ампутиран десния му крак. Дик Франсис умира на 14 февруари 2010 г. в Гранд Кайман, Кайманови острови, Карибите.

## Произведения

### Самостоятелни романи
- Dead Cert (1962)
Фаворит, изд.: „Атика“, София (2001), прев. Петър Герасимов
- Nerve (1964)
- For Kicks (1965)
Заради тръпката, изд.: „Атика“, София (2000), прев. Людмила Таскова
- Flying Finish (1966)
- Blood Sport (1967)
- Forfeit (1968) – награда „Едгар“
- Enquiry (1969)
- Rat Race (1970)
- Slay Ride (1970)
- Bonecrack (1971)
- Smokescreen (1972)
- Knockdown (1974)
Нокдаун, изд.: „Народна култура“, (1992), прев. Иванка Ангелова
- High Stakes (1975)
- In the Frame (1976)
- Risk (1977)
- Trial Run (1978)
- Reflex (1980)
- Twice Shy (1981)
- Banker (1982)
Банкер, изд.: „Роял 77“, Варна (1993), прев. Росица Русева
- The Danger (1984)
- Proof (1984)
- Hot Money (1987)
- The Edge (1988)
- Straight (1989)
- Longshot (1990)
- Comeback (1991)
- Driving Force (1992)
- Decider (1993)
- Wild Horses (1994)
- To the Hilt (1996)
- 10 lb Penalty (1997)
- Second Wind (1999)
- Shattered (2000)
- Dead Heat (2007) с Феликс Франсис
Смъртоносен галоп, изд.: ИК „Бард“, София (2009), прев. Иван Златарски
- Silks (2008) с Феликс Франсис
- Even Money (2009) с Феликс Франсис
- Crossfire (2010) с Феликс Франсис
- Dick Francis's Gamble (2011) с Феликс Франсис

### Серия „Сид Халей“ (Sid Halley)
1. Odds Against (1965)
2. Whip Hand (1979) – награда „Едгар“, награда „Златен кинжал“
Правилата на играта, изд.: „Траяна“ (1993), прев. Диана Ботушарова
3. Come to Grief (1995) – награда „Едгар“
4. Under Orders (2006)
По чужда заповед, изд.: „Рийдърс дайджест“ (2009), прев. Емилия Л. Масларова

### Серия „Кит Филдинг“ (Kit Fielding)
1. Break In (1985)
2. Bolt (1986)

### Сборници
- Field of 13 (1998)
- Whodunnit Boxed Set – Ten Best Selling Criime Novels (2001) – с Джейн Адамс, Андреа Баденоч, Джо Банистър, Адам Барън, Саймън Брет, Джон Бърнс, Дебора Кромби, Колин Декстър и Сю Графтън

### Документалистика
- The Sport of Queens: The Autobiography of Dick Francis (1968)
- Racing Man's Bedside Book (1969) – с Джон Уелкъм
- Lester (1986)
- Jockey's Life: The Biography of Lester Piggott (1986)

### Книги от Феликс Франсис по идеи на Дик Франсис
- Dick Francis's Gamble (2011)
- Dick Francis's Bloodline (2012)
- Dick Francis's Refusal (2013)
- Dick Francis's Damage (2014)

### Екранизации
- 1974 Dead Cert – филм
- 1977 Favorit – ТВ филм
- 1979–1980 The Dick Francis Thriller: The Racing Game – ТВ сериал, 6 епизода
- 1989 Dick Francis: Blood Sport – ТВ филм
- 1989 Dick Francis: Twice Shy – ТВ филм
- 1989 Dick Francis: In the Frame – ТВ филм